# Süsü csapdába esik / Süsü és a Sárkánylány
Süsü csapdába esik / Süsü és a Sárkánylány 1988-ban megjelent  Csukás István és Bergendy István hanglemezes albuma, mely a Süsü, a sárkány című nagy sikerű bábfilmsorozat nyolcadik és kilencedik epizódjának hangjáték változata.
Ez a lemez az 1982 és 1988 között megjelent Csukás István és Bergendy István: Süsü című ötlemezes sorozatának ötödik és egyben utolsó albuma.

## Alkotók
- Írta: Csukás István
- Zenéjét szerezte: Bergendy István
- Rendezte: Szabó Attila
- Hangmérnök: Horváth János
- Zenei rendező: Oroszlán Gábor
- Felvételvezető: Dabasi Péter, Vincze Veronika

## Az album számai
1. "Süsü csapdába esik" – 24:05
2. "Süsü és a sárkánylány" – 26:56

Teljes idő: 51:09

## Szereposztás
- Süsü: Bodrogi Gyula
- Toronyőr, Marcona I.: Vándor József
- Kém: Paudits Béla
- Hadvezér II.: Ujlaki Dénes
- Kancellár III.: Benedek Miklós
- Marcona II.: Kaszás László
- Marcona III.: Képessy József
- Torzonborz: Horváth Gyula
- Király: Sztankay István
- Hadvezér I.: Balázs Péter
- Kancellár I.: Kaló Flórián
- Kis királyfi: Meixler Ildikó
- Öreg király: Csákányi László
- Favágó I.: Márkus Ferenc
- Favágó II.: Horváth József
- Zsoldos I.: Zenthe Ferenc
- Zsoldos II.: Horkai János
- Asszony: Báró Anna
- Zöldséges kofa: Hacser Józsa
- Királyné: Hűvösvölgyi Ildikó
- Dada: Tábori Nóra
- Pék: Usztics Mátyás
- Csizmadia: Szabó Ottó
- Írnok: Mikó István
- Szénégető: Farkas Antal
- Sárkánylány: Kiss Mari

Közreműködik a Bergendy Szalonzenekar és a Budapesti Operettszínház zörejszínészei.